# Bismarck (slagskib)
 For alternative betydninger, se Bismarck. (Se også artikler, som begynder med Bismarck)
Bismarck var et tysk slagskib under 2. verdenskrig. Det var opkaldt efter den tyske rigskansler Otto von Bismarck og var et af sin tids største krigsskibe. Det er kendt for at have sænket den britiske slagkrydser HMS Hood og for den efterfølgende jagt, der førte til, at Bismarck sank kun tre dage senere.

## Bygning
Tyskland måtte kun bygge slagskibe på maksimalt 35.000 tons som en konsekvens af betingelserne i den britisk-tyske flådeaftale fra 1935. Processen med at designe Bismarck begyndte dog allerede i 1934, og skibet var officielt på 35.000 tons, men var i virkeligheden på 42.600 tons. Byggeriet blev påbegyndt den 1. juli 1936, men skibet kom ikke i brug før den 24. august 1940. Tyskerne mente, at Bismarck ikke kunne sænkes. Dette skyldtes bl.a. den svære pansring, der var op til 320 mm panserstål (lige over vandlinien). Alene panseret vejede 19.159 tons, og dybgangen var 11 m uden last.
Bismarck var et traditionelt konstrueret slagskib, men med en meget svær pansring, høj fart og sindrig, vandtæt inddeling. Den tyske flådestrategi gik ud på handelskrig mod England i Atlanten, og med indsatsen af Bismarck var det meningen, at tyskerne i modsætning til tidligere, nu også skulle tage kampen op og ødelægge de konvojer, hvis eskorter bestod af de ældre slagskibe, som englænderne med held hidtil havde holdt de mindre og svagere bevæbnede tyske atlant-raidere på afstand med. Skibet havde en besætning på 2.250 mand, en længde på 250,5 meter og en tophastighed på 30 knob. Bevæbningen bestod primært af otte 380 mm kanoner med rækkevidde på 35,6 km, samt tolv 150 mm kanoner og 50 mindre kanoner, der for størstedelens vedkommende var luftværnskanoner.
Desuden var skibet forsynet med et på daværende tidspunkt moderne radaranlæg, der var monteret over broen til ildledersystemet for hovedskytset.
Fremdriften blev sikret af tre skruer på hver 4,70 m i diameter, der blev drevet af Blohm & Voss-turbiner med en samlet ydelse på godt 150.000 hestekræfter.

## Turen ud i Atlanten
Den 18. maj 1941 sejlede Bismarck ud på sin jomfrufærd som en del af Operation Rheinübung sammen med den svære krydser Prinz Eugen. Egentlig var det meningen, at de to mindre slagskibe Scharnhorst og Gneisenau, som efter et vellykket togt i Atlanten i januar-marts lå i den franske atlanterhavshavn Brest, skulle have været med, men det kunne ikke lade sig gøre pga. reparationer. Derfor tog de to skibe alene af sted under kommando af admiral Günther Lütjens. Formålet med operationen var primært at true den engelske skibsfart over Atlanten, hvor man nu takket være Bismarcks overlegne slagkraft var i stand til at tackle selv stærkt beskyttede konvojer.
Briterne hørte om Bismarcks afgang gennem flere forskellige kilder; dechifrerede enigma-kodemeddelelser, allierede spioner, inklusive den norske modstandsbevægelse, som observerede skibet sejle gennem Skagerrak, og via en rapport fra en svensk krydser. Efter at have forladt sin hjemmehavn, Gdynia, sejlede Bismarck gennem dansk, svensk og norsk farvand. Dermed var det nemt at følge dets rute, og via den engelske marine-attaché i Stockholm blev skibets bevægelser mod nord rapporteret til London. I nogle timer mistede man kontakten, til det blev genfundet af et Spitfire-rekognosceringsfly i Dolviken ved Bergen.  Senere opfangede de to britisk krydsere HMS Suffolk og HMS Norfolk det på radaren i Danmarksstrædet mellem Island og Grønland.

## Slaget iDanmarksstrædet
Den 24. maj blev Bismarck angrebet af en britisk styrke, der omfattede slagskibet HMS Prince of Wales og flagskibet, slagkrydseren HMS Hood, under kommando af viceadmiral Lancelot Holland. Prince of Wales var kun lige færdigbygget, og det havde faktisk stadig værftsfolk om bord. Hood var bygget som en hurtig slagkrydser, men havde fået mere pansring for at få det til at minde mere om et slagskib. Det var dog stadig relativt dårligt pansret på dækket.
Fordi han fejlagtigt troede, at Bismarck sejlede forrest, beordrede viceadmiral Holland al skydning til at være koncentreret om Prinz Eugen. Kaptajnen på Prince of Wales opdagede dog fejlen. De britiske skibe prøvede derefter at komme tættere på Bismarck, så Hoods svage dækspanser var knapt så udsat. Det betød dog, at de to engelske slagskibe pga. retningen mod målet kun kunne benytte deres to forreste kanontårne, mens Bismarck kunne benytte alle sine fire. Før de nåede tæt nok på, blev Hood dog ramt. Først af Prinz Eugen og lidt senere af Bismarck. Bismarcks træffer fik Hood til eksplodere og knække i to dele. Kun 3 ud af en besætning på 1.418 overlevede.
Prince of Wales blev også ramt, men var dog i stand til at slippe væk under dække af røgslør. Bismarck var blevet ramt tre gange. Den alvorligste træffer i forskibet, som betød nedsat fart både på grund af lækager, og fordi man nu måtte økonomisere med brændstoffet, da forbindelse til brændstoftankene i forskibet var afskåret. Skibet blev derfor tvunget til at sejle videre for nedsat kraft med kurs mod det besatte Frankrig for at blive repareret. Briterne, inkl. det skadede Prince of Wales, fortsatte dog med at forfølge det. Prinz Eugen slap væk.

## Jagten
Fast besluttet på at hævne tabet af Hood satte briterne alle forhåndenværende enheder ind i jagten på Bismarck. Et angreb med fly fra hangarskibet HMS Victorious blev forsøgt, men uden større held. Alt imens bevægede de sig tættere og tættere på Frankrig og tysk luftherredømme. Briterne mistede en overgang kontakten med Bismarck i seks timer. Tyskerne var dog ikke opmærksomme på det og sendte flere radiotransmissioner, som briterne kunne bruge til at finde dem igen.
Ved solnedgang d. 26. maj angreb britiske fly igen. De kom ved en fejl til at angribe deres egen krydser HMS Sheffield. Senere lykkedes det dog at ramme Bismarcks styremekanisme midt i en undvigemanøvre, så skibets ror blev fastlåst. Resultatet var, at Bismarck drejede rundt om sig selv ude af stand til at manøvrere. Hvis roret havde været fastlåst i en ikke-drejende stilling, kunne Bismarck stadig have manøvreret ved hjælp af sine forskellige skruer. Bismarck blev stoppet af en torpedo fra en britisk Swordfish-dobbeltdækker.
I løbet af natten blev Bismarck angrebet med torpedoer af flere britiske destroyere, men dog uden at blive ramt eller selv at ramme modstanderne.

## Det sidste slag
De to britiske slagskibe HMS King George V og HMS Rodney havde været på vej mod Bismarck vest fra, og om morgenen d. 27. maj nåede de frem. De to skibe angreb kl. 8:47 fra ca. 20 km afstand. Bismarck besvarede ilden, men manglende manøvredygtighed samt det faktum, at det ikke lå lige i vandet, påvirkede dets evne til at svare igen. Med hjælp fra Norfolk og Dorsetshire lykkedes det i løbet af blot tre kvarter at få ødelagt alle Bismarcks kanoner samt at få dræbt hovedparten af de øverste officerer ved hjælp af skud mod kommandobroen. På trods af den ulige kamp, hvor Bismarck reelt var uden mulighed for at manøvrere, lykkedes det Bismarck at holde sig flydende. De britiske skibe var efterhånden løbet tør for ammunition, men på trods af at stort set alle strukturerne oven på skibet var ødelagt, var skroget stadigt intakt. De overlevende påstod efterfølgende, at besætningen selv havde sænket deres eget skib ved at løsne bundpropperne, da det blev klart, at Bismarck ikke stod til at redde. Nyere undersøgelser  af det sænkede slagskib på havbunden i 4,5 km dybde med ubemandede dybhavsubåde har imidlertid vist, at påstanden formentlig skulle tjene den nazistiske krigspropaganda, idet Bismarck efter et par timers bombardement, der ryddede hele dækkets bestykning med kanoner og kommandotårne, mm., til sidst sank som følge af 4 afsluttende fuldtræffere under vandlinjen med torpedoer fra et af de engelske krigsskibe, slagkrydseren HMS Dorsetshire, som havde deltaget i omringningen af det tyske slagskib.
De engelske krigsskibe påbegyndte redningen af Bismarcks overlevende besætning, men kun 115 blev reddet, da redningsarbejdet måtte opgives på grund af en ubådsalarm. Mere end 2.000 tyske søfolk omkom.
Tyskerne ville efter Bismarck ikke igen risikere nogen af deres slagskibe i Atlanten, og Bismarcks søsterskib, Tirpitz, tilbragte det meste af krigen i en norsk fjord, indtil det blev sænket ved et flyangreb den 12. november 1944.